# Leon Wolf

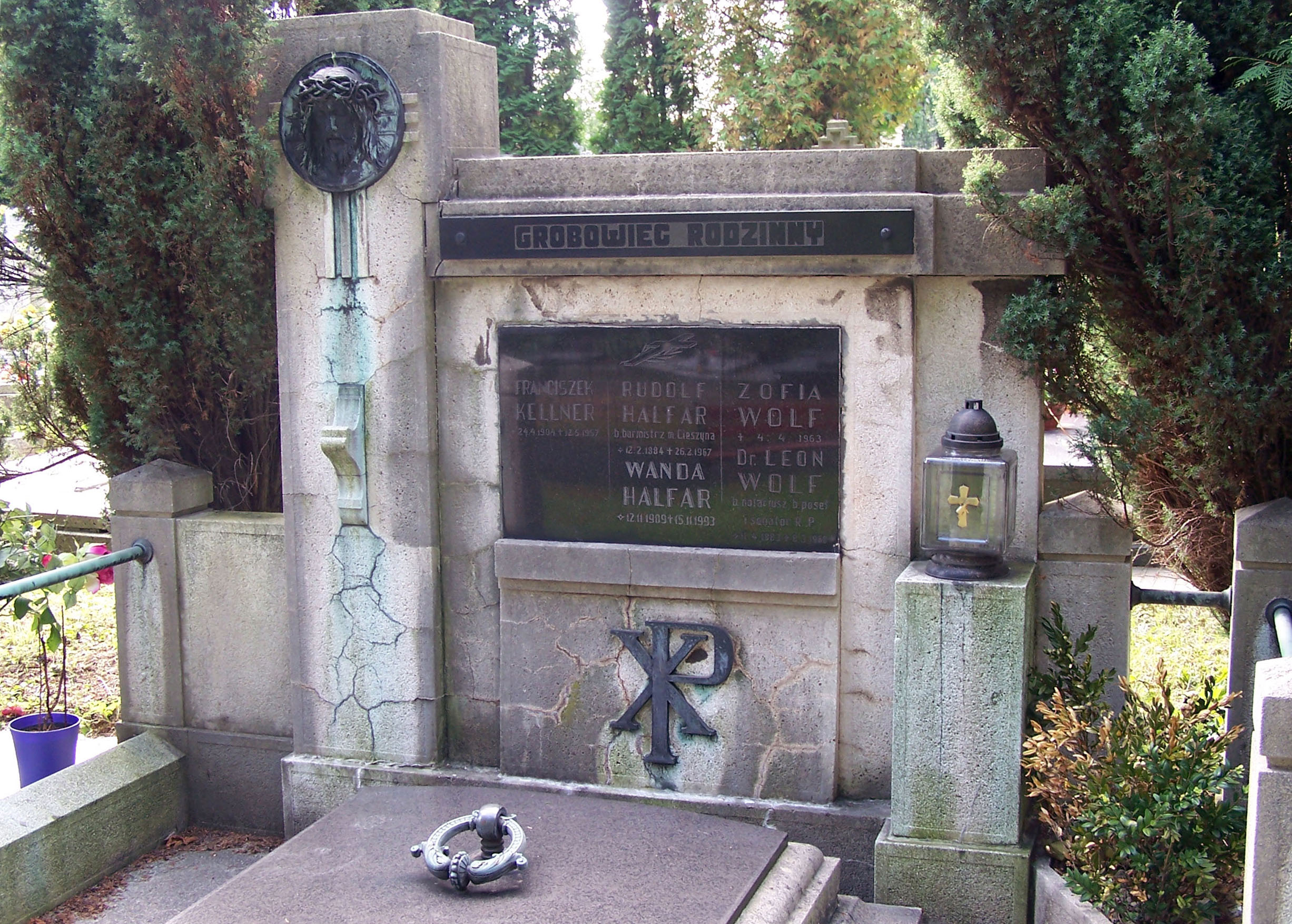
Grób Leona Wolfa na Cmentarzu Komunalnym w Cieszynie

Leon Wolf (ur. 11 kwietnia 1883 w Szonychlu, zm. 8 marca 1968 w Cieszynie) – polski i czechosłowacki polityk i adwokat, poseł do parlamentu Czechosłowacji (1925–1929 i 1935–1939), senator V kadencji w II RP, działacz polski na Zaolziu w latach 1920–1938, członek Rady Narodowej Księstwa Cieszyńskiego w 1918 roku.

## Życiorys

### Młodość i wykształcenie
Pochodził z zamożnej katolickiej rodziny chłopskiej. Rozpoczął naukę w szkole w Szonychlu. Kolejnym etapem edukacji był rok edukacji w sześcioklasowej niemieckiej szkole ludowej w Boguminie Dworcu. W roku szkolnym 1896/1897 zaczął uczęszczać do Gimnazjum. Naukę ukończył w roku szkolnym 1903/1904. Po zdaniu matury wyruszył do Wiednia studiować prawo. W stolicy Austrii zaangażował się w działalność Polskiego Zrzeszenia Studentów „Znicz” jednoczącego polskich uczniów ze Śląska przebywających w Wiedniu. Brał udział w redagowaniu „Zarania”. Opublikował opowiadania m.in. „Wrażenia cichej nocy” i „Niewolnik”.
Na przełomie lat 1906–1907 był również słuchaczem Uniwersytetu Karola w Pradze, zetknął się tam z czeskimi środowiskami politycznymi i opanował język czeski w stopniu biegłym.
26 stycznia 1909 doktoryzował się z prawa, a 26 marca poślubił Austriaczkę Zofię Selinger, z którą miał trójkę dzieci: Wandę (1909), Aleksandrę (1912) i Leona (1918).
Po studiach podjął pracę jako koncypient w kancelarii adwokackiej we Frysztacie, z którym odtąd związał się na dłużej.

### Prezes Związku Śląskich Katolików
Po rozstrzygnięciu problemu przynależności Zaolzia na niekorzyść Polski w 1920 roku, pozostał w Czechosłowacji, gdzie przewodniczył regionalnemu oddziałowi Związku Polaków. 3 grudnia 1921 został wybrany prezesem Związku Śląskich Katolików (ZŚlK). W tym samym miesiącu rozpoczął objazd gmin w powiecie frysztackim i czeskocieszyńskmi organizując spotkania i wiece zwłaszcza w okolicach Frysztatu.
Podczas wieców pojawiały się żądania oddania parafii zajętych przez czeskich księży. W 1922 nawiązał kontakt z działaczami którzy założyli Ligę Polsko-Słowacką. Domagał się powrotu do granic do stanu z października 1918 roku rozpisania wyborów i powrotu nauczycieli do pracy.

### Poseł do sejmu Czechosłowacji
1 listopada PZL-R w odezwie „Ludu Śląski” wezwało głosowania na listę nr 10. Podczas kampanii wyborczej wziął udział w wiecu wyborczym w Sibicy. 8 listopada zrezygnował z prezesury Związku Polaków Katolików. W 15 listopada 1925 został wybrany na posła parlamentu Czechosłowacji. Przyłączył się do frakcji republikanów-agrariuszy jako hospitant. Początek kadencji poświęcił na spotkania z pozostałymi przedstawicielami kół poselskich. Pierwsze wystąpienie przed Czechosłowackim parlamentem poświęcił szkołom w czeskich gminach w których większość stanowili Polacy. 17 marca 1926 zabrał głos w debacie poselskiej na temat tekstu ustawy likwidacyjnej. W wystąpieniu poparł ideę zbliżenia obu krajów i poprawne współżycie Zaolzian z Czechami. Przypomniał sprawę niezałatwionych podań o obywatelstwo Czechosłowackie domagając się by otrzymanie liczyło się od dnia złożenia podania.
W 1935 ponownie wybrano go posłem – Związek Polaków zawarł wówczas sojusz wyborczy ze Słowacką Partią Narodową księdza Hlinki i Karpatorusinami.
8 października 1938 stał na czele komitetu witającego polskie wojska i reprezentantów państwa na Zaolziu, dzień później objął posadę starosty powiatu frysztackiego.
13 listopada 1938, po zrzeczeniu się przez Wolfa funkcji starosty na rzecz Ernesta Sembola, prezydent Ignacy Mościcki mianował go senatorem V kadencji. Jako marszałek senior przewodził 30 listopada 1938 pierwszym obradom ostatniego Senatu II RP. Swoje pierwsze wystąpienie poświęcił na przypomnienie krzywdy zaolziańskich emerytów.
2 września 1939 uczestniczył w ostatnim posiedzeniu Senatu V kadencji.
Był na tyle popularną na Śląsku postacią, że władze sanacyjne zdecydowały się w lutym 1939 na nazwanie jego imieniem ulicy we Frysztacie (przy której znajdował się dom rodziny Wolfów).

### II wojna światowa
Po wejściu na tereny Śląska wojsk niemieckich Wolf ewakuował się wraz z częścią warstw rządzących do Włodzimierza Wołyńskiego, by po kilku tygodniach wrócić przez Lwów do centralnej Polski. Na parę miesięcy zamieszkał w Warszawie. 5 lutego 1940 był przesłuchiwany przez granatową policję. W grudniu 1943 razem z Jerzym Korzeniowskim uczestniczył w tworzeniu grupy osób odpowiedzialnych za wypracowanie postulatów terytorialnych względem Czechosłowacji. Po 1947, gdy stało się jasne, że Zaolzie znów przypadnie Czechosłowacji, zamieszkał na terenie polskiej części Śląska, w 1965 przeprowadził się ostatecznie do Cieszyna. Jego willę we Frysztacie władze czechosłowackie skonfiskowały, podjęły też starania o wydanie Wolfa jako zdrajcy ojczyzny.

### PRL
20 października 1950 został aresztowany przez Urząd Bezpieczeństwa pod zarzutem „faszyzacji życia w przedwojennej Polsce”. Podstawą do przedłużenia aresztu były dokumenty znalezione podczas rewizji. Został oskarżony o sianie nienawiści pomiędzy Polakami a Czechosłowakami. Po zaskarżeniu do wyroku do Sądu Najwyższego 22 listopada 1951 został uniewinniony. W 1960 podjął starania o zwrot domu we Frysztacie. Ze względu na wiek został zwolniony przez Ministerstwo Sprawiedliwości z funkcji notariusza. Po zabiegach ze strony ziomkostwa oraz córki otrzymał rentę specjalną. W listopadzie 1965 przeniósł się do córki Wandy do Cieszyna.
Zmarł w Cieszynie, pochowany został w grobowcu Halfarów na tamtejszym cmentarzu komunalnym (żoną Halfara, prezydenta Cieszyna, była jego córka Wanda).

## Odznaczenia
- Krzyż Komandorski Orderu Odrodzenia Polski (1938)[27]
- Złoty Wawrzyn Akademicki (1938)[28][29]